# Maitian Shouwangzhe
Catcher in the Rye (xinès simplificat: 麦田守望者, pinyin: Màitián Shǒuwàng zhě, literalment 'El vigilant al sègol') fou una de les primeres bandes de punk rock de la República Popular de la Xina, formada el 1994. La banda tingué a Xiao Wei com a vocalista principal, i el primer àlbum (autotitulat) de la banda va ser llançat el 1998.

## Història
Grup pioner del punk pequinés, sorgeix juntament a Dixia ying'er per influència de les formacions punk anglosaxones, si bé el so de la banda no era tan fort ni ràpid com el de Dixia ying'er. Catcher in the Rye naix a la Universitat Politècnica de Pequín el 1994, i un any després ja seria un referent de l'escena. Pels volts del 1997 decreix la seua activitat, si bé deixarien enregistrat un disc, pràcticament pòstum.